# (9605) 1992 AP3
1992 أي بي 3 (ويعرف أيضًا باسم (9605) 1992 أي بي 3 وفق تسمية الكوكب الصغير) (بالإنجليزية: 1992 AP3)‏ هو كويكب ضمن حزام الكويكبات؛ وترتيبه 9605 من حيث الاكتشاف.
اكتُشف هذا الجُرم الفلكي بواسطة Orlando Antonio Naranjo Villarroel ‏ في 11 يناير 1992.

## وصلات خارجية
- (9605) 1992 AP3 في قاعدة بيانات مختبر الدفع النفاث لأجرام النظام الشمسي الصغيرة

- الاكتشاف · مخطط المدار ·  العناصر المدارية · المعلمات المادية

- (9605) 1992 AP3 على موقع ويكي سكاي: DSS2, SDSS, GALEX, IRAS, Hydrogen α, X-Ray, Astrophoto, Sky Map, Articles and images